# Clematis barbellata
Clematis barbellata är en ranunkelväxtart som beskrevs av Michael Pakenham Edgeworth. Clematis barbellata ingår i släktet klematisar, och familjen ranunkelväxter. Utöver nominatformen finns också underarten C. b. obtusa.